# Église Santa Maria Assunta dei Pignatelli
L'église Santa Maria Assunta dei Pignatelli (Sainte-Marie-de-l'Assomption-des-Pignatelli) est une église baroque de Naples située dans le centre historique de la ville.

## Histoire et description
L'église est bâtie au XIVe siècle par la famille Pignatelli de Toritto, comme chapelle privée de son propre palais ; elle est agrandie et réaménagée en 1477 et en 1736.
L'intérieur est décoré de fresques dans la seconde moitié du XVIIIe siècle par Fedele Fischetti qui réalise aussi L'Assomption du maître-autel ; à gauche de l'autel, se trouve le monument funéraire de Carlo Pignatelli par Angelo Aniello Fiore, de style Renaissance. 
Le côté opposé abrite une chapelle recouverte de marbre, avec des bas-reliefs, et une voûte hémisphérique  remontant au XVIe siècle. Elle était ornée d'un tableau d'autel, aujourd'hui au musée Capodimonte, de Bartolomè Ordonez. 
Après avoir longtemps été fermée au public, l'église est devenue un lieu d'expositions et de manifestations culturelles. 

## Source de la traduction
- (it) Cet article est partiellement ou en totalité issu de l’article de Wikipédia en italien intitulé « Chiesa di Santa Maria Assunta dei Pignatelli » (voir la liste des auteurs).